# Pupo
Pupo, tên thật là Enzo Ghinazzi (sinh ngày 11 tháng 9 năm 1955) là ca sĩ và người viết ca từ người Ý.

## Tiểu sử
Enzo Ghinazzi sinh ra tại Laterina, tỉnh Arezzo, nước Ý. Ông thường được biết đến với nghệ danh là Pupo, theo tiếng Ý nghĩa là "trẻ nhỏ".
Ông bắt đầu ca hát từ năm 1975 với bài Ti scriverò mà ông tự viết lời. Những bài hát rất nổi tiếng khác của ông là Su di noi, Ciao và Firenze Santa Maria Novella. Nhiều bài trong số đó đã được dịch sang ngôn ngữ khác.
Giữa thập kỷ 2000 ông trở thành phát thanh viên chương trình truyền hình Affari Tuoi của hãng truyền hình RAI. Đây là bản tiếng Ý của chương trình Deal or No Deal. Sau đó ông tham gia dẫn các chương trình trên kênh khác như Chi fermerà la musica (Ong ca hát, tiếng Anh là The Singing Bee).
Năm 2007, ca sĩ Đức André Hazes đã thành công với bài Forse của ông bằng tiếng Đức với tên gọi "Blijf Bij Mij" (Hãy ở lại cùng anh).

## Giải thưởng
- 11 đĩa hát vàng
- Giải Gondola vàng (Gondola d'Oro)

## Đĩa hát

### Đơn ca
- Ti scriverò (1975)
- Come sei bella (1977)
- Io solo senza te (1977)
- Ciao (1978)
- Forse (1979) [xếp thứ 2 tại Thụy Sĩ]
- Su di noi (1980)
- Cosa farai (1980)
- Lo devo solo a te (1981) [xếp thứ 6 tại Thụy Sĩ]
- Nashville (1981) [xếp thứ 9 tại Thụy Sĩ]
- Ancora io (1982)
- E va bene così (1983)
- Cieli azzurri (1983)
- Un amore grande (1984)
- Change generation (1985)
- La vita è molto di più (1986)
- Amore italiano (1987)
- Dove sarai domani (1989)
- Bambina (1991)
- La mia preghiera (1992)
- Senza fortuna (1995)
- La notte (1996)
- In eternità (1997)
- Non è un addio (1998)
- É Fiorentina (1998)
- Sei caduto anche tu (2000)

### Các album
- Come sei bella (1976)
- Gelato al cioccolato (1979)
- Più di prima (1980)
- Lo devo solo a te (1981)
- Cieli azzurri (1983)
- Malattia d'amore (1984)
- Change generation (1986)
- La vita è molto di più (1986)
- Quello che sono (1989)
- Canada's Wonderland (1991)
- Enzo Ghinazzi 1 (1992)
- All the best (1994)
- Pupo 1996 (1996)
- Pupo "Tornerò" (1998)
- Sei caduto anche tu (2000)
- L'equilibrista (2004)